# Discostroma massarinum
Discostroma massarinum är en svampart som tillhör divisionen sporsäcksvampar, och som först beskrevs av Pier Andrea Saccardo, och fick sitt nu gällande namn av Josef Adolph von Arx. Discostroma massarinum ingår i släktet Discostroma, och familjen Amphisphaeriaceae. Arten är reproducerande i Sverige.